# Tiefenstaffelung
Tiefenstaffelung ist eine Illusion bei der Stereo-Tonaufnahme (Stereomix), die auf dem Entfernungshören basiert. Prinzipiell werden Phantomschallquellen nur eindimensional, auf einer Linie zwischen den Lautsprechern, erzeugt. Abhängig von Laufzeit und Richtung der ersten schallstarken Reflexionen, dem Pegel der Signale und ihrer Korrelation sowie vom Verhältnis von Direktschall zum Nachhall nehmen wir aber trotzdem eine unterschiedliche Entfernung zur Schallquelle wahr.

## Grundlagen
Die Interchannel-Laufzeitdifferenzen zwischen L und R bei Lautsprecherstereofonie sind für die Richtungslokalisation bis zu einer Größenordnung von höchstens 3 ms beteiligt. Die Empfindung der Tiefenstaffelung hängt davon aber nicht ab, denn dieses hat stark mit der Anfangszeitlücke (Initial Time Delay Gap = ITDG) und den frühen Reflexionen zu tun; siehe Abbildungen unter Weblinks.
Eine Anfangszeitlücke von kleiner 15 ms lässt das Schallereignis ferner wirken, eine „Lücke“ von 40 ms dagegen näher. Dieser scheinbare Widerspruch lässt sich geometrisch erklären. Bei größerem Abstand zwischen Schallquelle und Hörer ist der Winkel zwischen den Wellen, die Direktschall und erste Reflexion verursachen flacher, weshalb der „Umweg“, den die erste Reflexion machen muss, kürzer ist. Das Predelay oder die Laufzeitverzögerung bei Hallgeräten ist nur eine recht primitive Nachbildung dieser in der Natur „lebendigen“ Anfangszeitlücke, die für das gesamte Hallprogramm gemeinsam gilt. Im Konzertsaal ist die Anfangszeitlücke je nach dem Ort der Schallquelle (und des Zuhörers) immer unterschiedlich. Die Anfangszeitlücke ist keine Raumkonstante.
Bei der Raumbeschreibung zu Tonaufnahmen (Hallbalance) spricht man auch von einem klangbestimmenden R/D- bzw. D/R-Verhältnis; siehe Direktschall und Raumschall. Die Wahl der Aufstellungsorte der Mikrofone bestimmt im entscheidenden Maße die Qualität der elektro-akustischen Übertragung, bei der die direkten und räumlichen Schallfeldstrukturen im Ursprungsraum auf die meistens völlig anderen akustischen und geometrischen Bedingungen des Wiedergaberaums „umgesetzt“ werden müssen. Sehr wichtig ist die Entfernung der Mikrofone von der Schallquelle, wobei auch die Richtcharakteristik der Mikrofone zu beachten ist. Ein charakteristischer akustisch-physikalischer Bezugspunkt ist der Hallradius.

## Die Stereoverfahren
Während Laufzeitstereofonie bei etwas diffuser Lokalisation  die Tiefenstaffelung und Räumlichkeit recht stark darstellt, so zeichnet sich die Intensitätsstereofonie durch gute Lokalisierung der Phantomschallquellen aus. Nachteilig für die übliche Stützmikrofontechnik ist, dass die Schallquellen eben ohne Entfernungsmerkmale abgebildet werden und somit die Tonaufnahme auch ohne Tiefenstaffelung bleibt. Durch verzögerte Zumischung der Stützmikrofone kann dieser Mangel gemildert werden.
Großbesetzte Werke, mit Gesangssolisten, Orchester und Chor, haben beispielsweise mehrere Klangebenen der räumlichen Tiefenstaffelung, zum Beispiel vorne die Gesangssolisten, etwas entfernter das Orchester und dahinter der Chor. Wenn die Verteilung der Schallquellen in den einzelnen Entfernungsebenen aufeinander abgestimmt ist, wird die Klarheit, das heißt die Durchsichtigkeit eines Stereoklangbilds gefördert.
Eine ausgeprägte Tiefenstaffelung entspricht zumindest bei Musikaufnahmen nicht der Erfahrung aus dem natürlichen Hören, sondern gibt sich erst als akustische Perspektive aus der Position eines Hauptmikrofons, allerdings auch aus der Position des Dirigenten. Die Tiefenstaffelung ist zugleich auch Bedeutungsstaffelung. Aus der alltäglichen Hörerfahrung ist es das Nahe, das was uns anspricht, was eben wichtiger erscheint als das Entferntere. Die bei einer Tonaufnahme erzeugte Tiefenstaffelung kann umso ausgeprägter sein, je größer die Besetzung ist und je größer der empfundene Raum ist. Zur Steigerung der Tiefenstaffelung ist dabei auf einen trockenen „Vordergrund“ zu achten. Die akustische Darstellung der Entfernung ist nicht leicht zu realisieren. Wegen des hierbei bevorzugt verwendeten Einzelmikrofonverfahrens kommt in der Musiksparte der Unterhaltungsmusik der Tiefenstaffelung keine Bedeutung zu. Zu stark eingesetzte Stützmikrofone zerstören etwa vorhandene Tiefenstaffelung.